# Franclens
Franclens és un municipi francès situat al departament de l'Alta Savoia i a la regió d'Alvèrnia-Roine-Alps. L'any 2007 tenia 379 habitants.

## Demografia

### Població
El 2007 la població de fet de Franclens era de 379 persones. Hi havia 141 famílies de les quals 36 eren unipersonals (25 homes vivint sols i 11 dones vivint soles), 49 parelles sense fills, 49 parelles amb fills i 7 famílies monoparentals amb fills.
La població ha evolucionat segons el següent gràfic:
Habitants censats

### Habitatges
El 2007 hi havia 173 habitatges, 139 eren l'habitatge principal de la família, 22 eren segones residències i 11 estaven desocupats. 158 eren cases i 14 eren apartaments. Dels 139 habitatges principals, 113 estaven ocupats pels seus propietaris, 20 estaven llogats i ocupats pels llogaters i 6 estaven cedits a títol gratuït; 3 tenien una cambra, 1 en tenia dues, 19 en tenien tres, 34 en tenien quatre i 84 en tenien cinc o més. 132 habitatges disposaven pel capbaix d'una plaça de pàrquing. A 45 habitatges hi havia un automòbil i a 87 n'hi havia dos o més.

### Piràmide de població
La piràmide de població per edats i sexe el 2009 era:
| Homes | Edats   | Dones |
| ----- | ------- | ----- |
| 0     | 95 o +  | 0     |
| 0     | 90 a 94 | 4     |
| 0     | 85 a 89 | 0     |
| 0     | 80 a 84 | 0     |
| 8     | 75 a 79 | 8     |
| 8     | 70 a 74 | 4     |
| 0     | 65 a 69 | 0     |
| 8     | 60 a 64 | 0     |
| 12    | 55 a 59 | 8     |
| 8     | 50 a 54 | 12    |
| 12    | 45 a 49 | 16    |
| 8     | 40 a 44 | 16    |
| 4     | 35 a 39 | 0     |
| 36    | 30 a 34 | 20    |
| 24    | 25 a 29 | 12    |
| 8     | 20 a 24 | 0     |
| 8     | 15 a 19 | 24    |
| 16    | 10 a 14 | 0     |
| 8     | 5 a 9   | 20    |
| 8     | 0 a 4   | 12    |

## Economia
El 2007 la població en edat de treballar era de 257 persones, 211 eren actives i 46 eren inactives. De les 211 persones actives 189 estaven ocupades (106 homes i 83 dones) i 21 estaven aturades (11 homes i 10 dones). De les 46 persones inactives 23 estaven jubilades, 11 estaven estudiant i 12 estaven classificades com a «altres inactius».

### Ingressos
El 2009 a Franclens hi havia 152 unitats fiscals que integraven 411 persones, la mediana anual d'ingressos fiscals per persona era de 23.308 €.

### Activitats econòmiques
Dels 8 establiments que hi havia el 2007, 2 eren d'empreses de construcció, 1 d'una empresa de transport, 1 d'una empresa d'hostatgeria i restauració, 3 d'empreses de serveis i 1 d'una empresa classificada com a «altres activitats de serveis».
Dels 2 establiments de servei als particulars que hi havia el 2009, 1 era un electricista i 1 restaurant.

## Equipaments sanitaris i escolars
El 2009 hi havia una escola elemental integrada dins d'un grup escolar amb les comunes properes formant una escola dispersa.

## Poblacions més properes
El següent diagrama mostra les poblacions més properes.